# 水戸テレビ・ラジオ放送所
座標: 北緯36度25分15.5秒 東経140度22分22.1秒 / 北緯36.420972度 東経140.372806度
水戸テレビ・ラジオ放送所（みとテレビ・ラジオほうそうじょ）は茨城県の放送（県内を放送対象地域とする放送では親局）の電波を送信する放送送信所である。なお、本項では2013年2月25日に開局、2016年6月30日に閉局したジャパン・モバイルキャスティングの水戸中継局についても併せて記述する。

## 概要
- デジタルテレビ放送の送信所は水戸市全隈町の水戸市森林公園[2]に所在し、全波が水平偏波での送信。
- デジタルテレビ放送のNHK水戸総合、AMラジオ放送のLuckyFM茨城放送は親局であり、その他の各波は全て中継局扱いとなる。
- アナログテレビ放送の送信所は水戸市千波町の千波山に所在。全波が垂直偏波での送信であった[3]。
- ジャパン・モバイルキャスティングの中継局は水戸市水府町に置かれる[要出典]。
- AMラジオ放送の送信所は、LuckyFM茨城放送が水戸市下国井町[4]に所在する。

## 水戸デジタルテレビジョン放送所
| ID | 放送局名       | コールサイン | 物理 チャンネル | 空中線 電力 | ERP   | 放送対象地域 | 放送区域 内世帯数 |
| -- | -------------- | ------------ | --------------- | ----------- | ----- | ------------ | ----------------- |
| 1  | NHK 水戸総合   | JOEP-DTV     | 20ch            | 300W        | 3kW   | 茨城県       | 338,604世帯       |
| 2  | NHK 東京教育   | （中継局）   | 13ch            | 300W        | 3kW   | 全国放送     | 338,604世帯       |
| 4  | NTV 日本テレビ | （中継局）   | 14ch            | 300W        | 2.9kW | 関東広域圏   | 338,604世帯       |
| 5  | EX テレビ朝日  | （中継局）   | 17ch            | 300W        | 2.9kW | 関東広域圏   | 338,604世帯       |
| 6  | TBSテレビ      | （中継局）   | 15ch            | 300W        | 2.9kW | 関東広域圏   | 338,604世帯       |
| 7  | TX テレビ東京  | （中継局）   | 18ch            | 300W        | 2.9kW | 関東広域圏   | 338,604世帯       |
| 8  | CX フジテレビ  | （中継局）   | 19ch            | 300W        | 2.9kW | 関東広域圏   | 338,604世帯       |

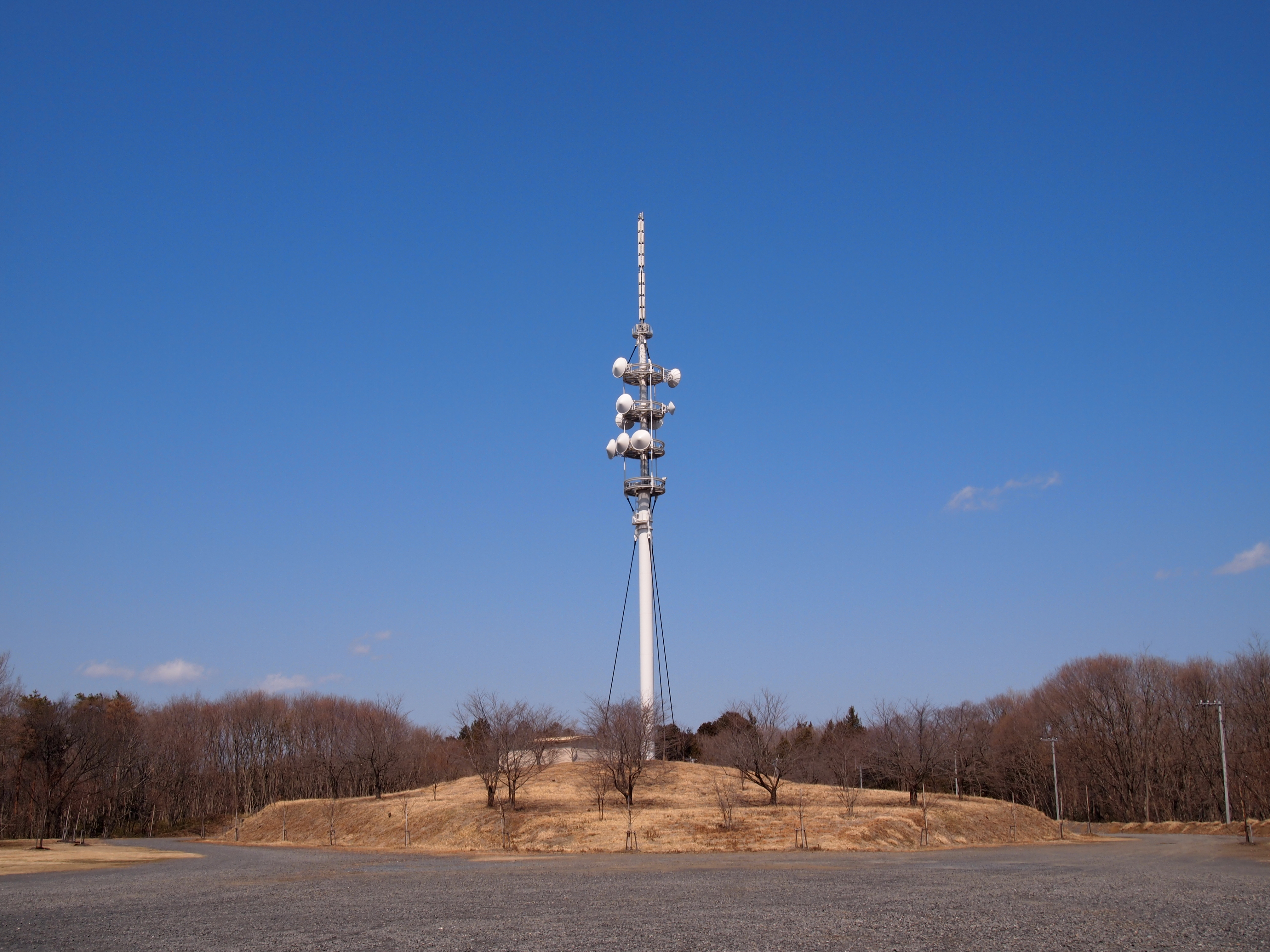
水戸デジタルテレビ送信所（水戸市森林公園内）

- 2004年10月1日にNHK水戸総合の本放送とNHK東京教育が放送を開始した[5]。なお、運用開始当初は出力30W・放送区域内世帯数24万6417世帯だった[要出典]。
- 放送エリアは、水戸市・石岡市・かすみがうら市・鉾田市・小美玉市・ひたちなか市など。

## 水戸アナログテレビジョン中継放送所
| チャンネル | 放送局名        | 空中線 電力       | ERP                | 放送対象地域 | 放送区域 内世帯数 | 運用開始日     |
| ---------- | --------------- | ----------------- | ------------------ | ------------ | ----------------- | -------------- |
| 32         | TX テレビ東京   | 映像30W/ 音声7.5W | 映像66W/ 音声16.5W | 関東広域圏   | 63,760世帯        | 1977年 12月8日 |
| 36         | EX テレビ朝日   | 映像30W/ 音声7.5W | 映像66W/ 音声16.5W | 関東広域圏   | 63,760世帯        | 1976年 7月17日 |
| 38         | CX フジテレビ   | 映像30W/ 音声7.5W | 映像66W/ 音声16.5W | 関東広域圏   | 63,760世帯        | 1976年 7月17日 |
| 40         | KR-TV TBSテレビ | 映像30W/ 音声7.5W | 映像66W/ 音声16.5W | 関東広域圏   | 63,760世帯        | 1976年 7月17日 |
| 42         | NTV 日本テレビ  | 映像30W/ 音声7.5W | 映像66W/ 音声16.5W | 関東広域圏   | 63,760世帯        | 1976年 7月17日 |
| 44         | NHK 東京総合    | 映像30W/ 音声7.5W | 映像72W/ 音声18W   | 関東広域圏   | 63,760世帯        | 1976年 7月17日 |
| 46         | NHK 東京教育    | 映像30W/ 音声7.5W | 映像72W/ 音声18W   | 全国放送     | 63,760世帯        | 1976年 7月17日 |

- 2011年7月24日で放送を終了し全局廃局となった。
- アナログテレビ放送は、全て東京タワーを親局としていた（日立中継局受け）[要出典]。
- 2004年3月まで茨城県域民放のチャンネルが割り当てられていたため、34chが空いていた[要出典]。
- ラジオ単営のLuckyFM茨城放送は、この中継局がある町内（千波町[3]）に本社を構えている。

## テレビ放送の偏波面について
- デジタルテレビ…水平偏波
- アナログテレビ…垂直偏波[3]

## マルチメディア放送送信設備
| 周波数 （MHz） | 放送局名      | 空中線電力 | ERP  | 放送区域           | 放送区域内世帯数 |
| -------------- | ------------- | ---------- | ---- | ------------------ | ---------------- |
| 214.714286     | Jモバ 水戸MMH | 7.5kW      | 36kW | 茨城県南部の広範囲 | 394,790世帯      |

### 歴史
- 2013年
  - 1月7日 - 予備免許交付。
  - 1月8日 - 試験放送開始。
  - 2月25日 - 本免許交付。
  - 2月26日 - 本放送開始。
- 2016年6月30日 - 放送終了[1][18]。

## AMラジオ放送送信設備
| 周波数 （kHz） | 放送局名        | コールサイン | 空中線電力 | 放送対象地域 | 放送区域内世帯数 |
| -------------- | --------------- | ------------ | ---------- | ------------ | ---------------- |
| 1197           | LuckyFM茨城放送 | JOYF         | 5kW        | 茨城県       | 961,816世帯      |

- 茨城放送→LuckyFM茨城放送は1963年4月1日に放送を開始した[4]。
- 県内の中継局として、中波の土浦中継局（土浦市下高津[4]）と県西中継局（筑西市[4]辻字西原[要出典]）（ともに1458kHz 1kW）およびFM補完中継局（ワイドFM）の水戸中継局（桜川市 燕山）と日立中継局（日立市 高鈴山）、つくば中継局（つくば市 宝篋山）がある[4]。